# Phyllodactylus martini
Espèce
Phyllodactylus martini est une espèce de geckos de la famille des Phyllodactylidae.

## Répartition
Cette espèce se rencontre :
- à Curaçao ;
- à Bonaire ;
- à Aruba ;
- sur l'îlet de Caja de Muertos à Porto Rico.

## Étymologie
Cette espèce est nommée en l'honneur de Johann Karl Ludwig Martin (1851–1942).

## Publication originale
- Lidth de Jeude, 1887 : On a collection of reptiles and fishes from the West-Indies. Notes from the Leyden Museum, vol. 9, p. 129-139 (texte intégral).